# 西螺七剑
《西螺七劍》是台灣中華電視台在1972年3月7日至10月13日播出的帶狀午間連續劇，也是華視第二檔閩南語連續劇。每集約30分鐘（含廣告），全222集。

## 概要
本劇以清代道光年間阿善師（本名劉明善）到今雲林縣西螺鎮廣興里一帶設武館「振興社」授徒的史實改編。本劇仿照梁羽生小說《七劍下天山》製作，並將西螺七嵌的形象改為塑造成七位俠客。
主題曲《西螺七劍》與片尾曲《四海皆兄弟》，均為曾仲影作詞作曲，黃西田、林玉峰、阿松、施文郎合唱，海山唱片發行。

## 劇情大綱
太平天國亂起時，身懷絕技、醫術高明的少林寺嫡傳弟子武師洪善，抱著濟世救人的態度雲遊天下。洪善在偶然中來到台灣西螺並在此定居，設武館「義興館」授徒，人稱「阿善師」。
阿善師初到西螺時，當地有七大派系號稱「七崁」，彼此互相仇視、集體械鬥不休。但在阿善師的協助下，七崁的情況有了轉變，更有一個陣法「七劍陣」是專為他們所設計。這七個後來成為師兄弟的「好漢」，個性截然不同，經過曲折的兩代恩怨後才團結起來，並與抗日志士羅福星共同抵抗日軍。

## 主要工作人員
- 製作人：陳義、林西野
- 導播：辛奇、張申、林京珍

## 主要演員
- 劉林：飾「阿善師」洪善
- 高鳴：飾「金獅堂」廖錦堂（頭崁）
- 蘇金龍：飾「鐵羅漢」蔡金標（二崁）
- 羅斌：飾「關刀坤」張大海（三崁）
- 高幸枝：飾「鳳陽婆」施翠蓮（四崁）
- 武拉運：飾「猴助」簡阿七（五崁）
- 石軍：飾「仙鶴書生」李英杰（六崁）
- 蘇真平：飾「玉麒麟」鍾榮才（七崁）

此角色原本預定的演員人選為江南，後改由蘇真平飾演，蘇真平並兼任本劇的武術指導。
- 小戽斗：飾吳火龍
- 司馬玉嬌：飾吳蘭英（吳火龍之女）
- 陳秋燕：飾周桂香（施翠蓮的弟子）
- 石峰：飾陳劍英
- 林月雲：飾江玉娟
- 陳文：飾高子龍（大反派）

九十九尖峰盜匪寨主，綽號「半天鷹」。最後對不起良心而自裁。
- 王滿嬌：飾黑孔雀（大反派）

九十九尖峰盜匪的二寨主，是高子龍的師妹。
- 呂文忠：飾蔡銘輝（蔡金標之子）
- 江霞：飾陳雪玉

原與廖錦堂相戀，後遭半天鷹所擒被迫成為其押寨夫人，並育有一女。日後攜女逃亡並出家，法號為「了凡」。
- 鳳飛飛：飾美秀
- 陳雲卿
- 江南
- 歐雲龍
- 丁翠
- 田明
- 萬生
- 張宗榮
- 張美滿
- 洪寶琴
- 王哥
- 賴德南
- 矮仔三
- 潘明燦
- 英英
- 張柏舟：飾趙金順（大反派）

## 軼事
華視借調中國電視公司演員劉林在《西螺七劍》飾演「阿善師」洪善，一砲而紅。2012年6月6日，劉林在螢幕老搭檔李靜美推薦下接受資深記者陳淑芬專訪時說，本劇是華視第二部七點檔閩南語連續劇（第一部是《嘉慶君與王得祿》），是現場直播節目，「所以有時碰到臨時狀況，導播就會要飾演阿善師的我撫摸鬍子、來回踱步。有時一集下來，阿善師摸了四、五分鐘的鬍子。」劉林說，當時老三台電視劇必須將劇本送交行政院新聞局審查才能播出，阿善師原定在第22集歸天，但華視高層認為，如果從唐山過海來台灣的阿善師客死異鄉，對當時遷台的蔣中正政府而言不是好兆頭；因此第一集開場，是近百歲已盲眼的阿善師交代遺言，要帶領弟子回唐山。劉林說，阿善師武打戲多，而且本劇主角是七個徒弟，華視才會安排從中視借調來的他飾演阿善師，沒想到一砲而紅。
前華視節目部戲劇指導（導演）辛奇捐贈《西螺七劍》第25集劇本給國家電影資料館收藏。
1991年10月30日，華視播出福隆製作公司製作之20週年台慶特別節目《華視全家福》，短劇單元〈華視連續劇史〉以華視綜藝節目《連環泡》演員群戲仿《包青天》（儀銘版）、《保鑣》、《西螺七劍》。
2021年1月13日，文化部文化資產局新書《打開電視：看見臺灣電視產業文化性資產》發表會，現場展示華視文物包括《包青天》（金超群版）戲服、《西螺七劍》劇本、《媽祖傳》劇本等。